# دانييلا مولر
دانييلا مولر (بالهولندية: Daniela Müller) هي مؤرخة هولندية، ولدت في 1957 في أشافنبورغ في ألمانيا.